# Ice King
Ice King (Rey Helado en Hispanoamérica y Rey Hielo en España) anteriormente llamado Simon Petrikov, es un personaje de la serie Adventure Time. Originalmente representado como un villano bidimensional con un humor absurdo, el cual mayormente desempeñaba el rol antagónico de la serie durante sus primeras temporadas; secuestrando a diversas princesas, las cuales posteriormente pensaba desposar como objetivo principal.
La personalidad del personaje se amplió en las siguientes temporadas, revelando que es meramente un ser incomprendido con sentidos de moralidad completamente retorcidos, además de ser alguien bastante solitario. Las temporadas posteriores desvelan su trágica historia de fondo, revelando que anteriormente era un ser humano llamado Simon Petrikov, el cual sufrió de distintos cambios físicos y psicológicos inducidos por una corona mágica aparentemente maldita.

## Biografía
No mucho tiempo después su piel se volvió de color azul.

## Apariencia
El Ice King es de una avanzada edad y debido a su baja temperatura corporal su piel es de color azul. Tiene unos dedos inusualmente pequeños, y una larga y puntiaguda nariz. Casi nunca muestra sus piernas, pero aunque su larga túnica azul lo hace parecer un hombre gordo, en realidad su cuerpo es muy delgado. En el episodio "I remember you" se nota que ha engordado. La mayoría de las veces usa su corona, pero al quitársela se nota que tiene poco pelo en su cabeza. No usa zapatos y tiene unos pies delgados, puede controlar el hielo y la nieve. También puede lanzar rayos de hielo.
Antes de convertirse en el Rey hielo, era un hombre de piel tostada y cabello color café hasta los hombros. Usaba lentes e iba vestido de traje, pero tras ponerse la corona comenzó a cambiar hasta su apariencia actual.

## Personalidad
El mismo Ice King se describe generalmente como una persona malhumorada, un personaje realmente solo. Pasa la mayor parte del tiempo secuestrando y encarcelando princesas de varios reinos de Ooo, con la esperanza de poder casarse con una algún día. Debido a sus pobres habilidades sociales y su naturaleza arrogante, no es capaz de atraer a ninguna de sus prisioneras y ha aprendido a conformarse con un matrimonio forzado en lugar de la relación amorosa que él tanto anhela. Sin compañeros o amigos (aparte de Gunter, sus guardias pingüinos y numerosas criaturas de hielo) está dispuesto a pasar el tiempo con alguien que tolere su compañía, incluso sus archienemigos Finn y Jake. En pocas palabras, es descrito mejor por el Búho Cósmico en "Prisioneros del Amor": "Ooh, eres un sociopata".
No es del agrado de Finn y Jake, pero en el episodio "Descongelando una Boda", Finn y Jake parece que lo aprecian más. Eso se demuestra cuando Finn dice: "Estoy un poco contento por él". Sin embargo, esta aceptación desaparece rápidamente cuando Finn y Jake descubren que ha hipnotizado a su posible esposa. En el episodio "¿Pero qué hicieron?" él llama a Finn su "amigo" después de que lo dejara en libertad de la cárcel. Finn sólo le deja libre porque descubre que no había cometido un delito recientemente. Aunque después Finn "muere", él grita por diez segundos y deja caer su cuerpo al suelo. Finn se refiere a ese gesto como malvado y cruel.
Durante los últimos episodios se ha visto que el Ice King no es realmente malvado y en el fondo lo único que desea es estar acompañado. Ha desarrollado una especie de obstinación por la amistad de Finn y Jake.

## Poderes
Cuando lleva su corona mágica, puede controlar el hielo y la nieve. También puede lanzar rayos de hielo, mover hielo con telequinesis y crear seres hechos de hielo.
En el episodio "¿Pero Ahora Qué Hicieron?" se reveló que dentro de su corona había poderes robados pero más tarde se reveló que no es cierto porque lo dicen en "Secretos Navideños Parte 2". Su barba parece estar animada, su funcionamiento es similar a la de un miembro con capacidad de cambiar de forma parcialmente, puede luchar cuerpo a cuerpo. La barba también puede volverse un par de alas improvisadas que le permiten volar. Debido a su temperamento, Ice King no usa sus poderes correctamente como debería, pero ha demostrado poder derrotar a Finn y a Jake muy fácilmente. También ha demostrado poder tocar muy bien su batería.

## Relaciones

### Finn, el humano
Rey Helado parece tener una cierta enemistad con Finn. Finn el humano es el primer problema al querer atrapar princesas. Aunque sea el antagonista principal de la serie, Finn y Ice King, en cierto modo no se llevan tan mal. En "Prisioneros del Amor", quedó demostrado que tiene cierta envidia de Finn. En "Descongelando una boda" Finn felicita al Ice King por el casamiento con la Princesa Anciana y por el hecho de que ya no va a capturar princesas. En "The Eyes" él explica que Finn y Jake el perro son muy felices y quiere observarlo mientras duerme para saber sus secretos más profundos y ser como ellos. En "Mortal Folly", se demuestra que ellos hacen un equipo para ayudar a Princess Bubblegum de las manos del Lich. En "Hitman", el Ice King contrata a un "matón" para que hiera a Finn y Jake, pero al ver que el "matón" los quería matar, él le detuvo. En "Congelados", congela a Finn y a Jake el perro para que puedan compartir un poco más de tiempo juntos. En "Gracias", al principio del episodio eran antagonistas, pero cuando culminaba este se demostró una variante de amistad, ya que Finn le dio un beso en la mejilla, y este le respondió: "Te quiero". Después de "Holly Jolly Secrets- Part 2" Ice King cree que Finn se burlará de él porque usaba gafas pero al contrario, Finn se da cuenta de que él no es tan malo. Luego, en el episodio "Más allá del Reino Terrenal" Ice King ayuda a Finn a salir del mundo de los espíritus, atrapado en un Cordero de Porcelana.

### Jake el perro
Jake tiene la misma relación con Ice King que Finn, pero mucho más tensa, ya que él está convencido de que nunca va a cambiar y no cree en darle segundas oportunidades. En "Congelados" se revela que Ice King sabe mucho de él, ya que le dijo que Jake el perro tenía miedo de llorar por no expresar sus pensamientos. En "Amor Loco", Jake es el primero en perder la cordura con Ice King que les estaba impidiendo su paso para derrotar al Lich. También en "El Sicario", cuando Ice King quiere congelar a Jake y Finn para engañar al "matón", desconfía de lo que haga Ice King.

### Marceline
En "I remember you" se revela que Ice King había conocido a Marceline durante las secuelas de "La guerra de los champiñones". Es él quien le dio su viejo juguete Hambo.
Se da a entender que Ice King la ha buscado en lugares diferentes a lo largo de los años. Pero al no recordar el pasado, Marceline se irrita mucho e incluso la hace llorar.
Se da a entender por la letra de la canción que Ice King escribe en el pasado que Simon se alejó de Marceline porque la corona le volvía loco y tenía miedo de hacer o decir algo perjudicial para ella.
Ice King sigue siendo fan de la música de Marceline y le irrita a ella por aparecer en su puerta para escribir una canción que le ayudara a conseguir princesas. Sin embargo, a pesar de su frustración con el comportamiento de Ice King, Marceline mantiene cierto afecto por él. Además, Ice King parece tener todavía cierta preocupación por Marceline: inmediatamente se disculpa por haberla empujado y luego se esconde en la parte superior de la nevera, mostrando más culpa que cuando hace cosas terribles a todos los habitantes (y princesas) del reino de "Ooo".
Se nota que Ice King aún tiene algo que le hace sentir culpable por algo malo que haga o que le pase a ella.

### Gunther
Es el ayudante y mejor amigo de Ice King, aunque tiene muchos pingüinos, Gunter es su favorito. Desde el principio de la serie le habla como si fuese macho, sin embargo, Gunter pone un huevo. Siempre está enfadado con él por alguna razón. En el episodio "Congelados" le habla a Gunter como si fuera una mascota para él, ya que dijo que le gusta romper botellas, morder cosas, y hasta lo amarra a una cuerda de hielo para que no se escapara, y diciéndole: "Es para tu protección". Como se ve contrariamente en "La Cámara de las Cuchillas Heladas" él se preocupa por Gunter como si fuera su hijo, ya que estaba muy tenso por el nacimiento del nuevo bebé. En el episodio "Reign of Gunters" después de que Gunter hiciera un desorden en "Ooo", Ice King revela que cada vez es más difícil su crianza de ser madre.

### Betty
Antes de la Guerra de los Champiñones, Simon Petrikov tenía una novia llamada Betty. En "Secretos Navideños Parte 2" se revela que eran prometidos, Ice King dice que la amaba muchísimo, o la llamaba "mi princesa".
En el episodio "Betty", Ice King, mediante un hechizo fallido, se transforma de nuevo en Simon Petrikov. Tras revelar un cuarto secreto en su castillo de hielo, se viste como lo hacía anteriormente y llama a Marceline. Ella llega y le da a Hambo. Una máquina que construyó Simon, Simon mete a Hambo ahí, abriendo un portal al pasado donde se ve cómo Simon lanza rayos y hace nevar. Betty salió corriendo, pero esta vez vio a Simon por medio del portal, luego le explica todo, pero Betty emocionada se lanza a sus brazos, saliendo de ahí y entrando a su castillo. Ellos estaban muy felices, pero sin la corona Simon moriría, así que Betty va al lugar de residencia de magos y vence a un villano, devolviendo la vida a Ice King. Al final del episodio se cree que Betty está muerta, pero se ve a Betty volando en una alfombra mágica y viva, lejos de Ice King por temor a que la lastimara.

### Princess Bubblegum
La Dulce Princesa o también conocida como Princesa Chicle es la princesa favorita de Ice King. En "Ricardio Corazón de León" él trata de conquistarla con un hechizo al corazón. En "Amor Peligroso" se revela que es la princesa favorita de Ice King ya que cuando estaba a punto de morir él dice: "¡No mueras por mí, no mi número 1 princesa si te mueres por mi nunca te lo perdonare!". Y escenas más adelante, él se desilusiona cuando Princess Bubblegum renace con la edad de 13 años tras ser poseída por el Lich de nuevo. En el episodio "Batalla Mágica", Ice King concursó en la Batalla para recibir un beso de "Princess Bubblegum" en la boca. En "La Dama y Arcoiris" ella fue la constructora del nuevo corazón de Ice King. Tal vez a Ice King, Betty le recuerde a la "Princess Bubblegum" porque en una foto salía "Betty" con una bata de científica o doctora, y "Princess Bubblegum" es científica. Eso podría ser una causa de la fuerte atracción que siente por ella.

### Conde de Limonnagrio o Limonagrio
El Conde y Ice King nunca habían interactuado hasta "Mystery Dungeon", donde Ice King secuestra al Conde y lo ubica en la peligrosa gruta. El Conde intentó comerse a Ice King dos veces con la justificación de que él es un "inútil", incluso intentó matar a Ice King con su "Espada de Sonido" por "no tener ninguna función". Debido a que Ice King dice que le trajo por sus habilidades especiales, se deduce que Ice King ya sabía de la existencia del Conde.